# Agnès Loti
Agnès Loti (née Françoise Perotti à Paris en 1944) est une chanteuse française.

## Biographie
Chanteuse à accent (italien) des années 1960, elle a enregistré 3 super 45 tours chez Disc'AZ. 

## Discographie
Principaux titres connus : 
- Tu
- C'est toi mon idole (adaptation de My Boy Lollipop, chanté à l'origine par Barbie Gaye en 1956 (et reprise avec succès par Millie Small en 1964))
- Je pars sans regret (adaptation de Breakaway d'Irma Thomas, lui-même repris dans les années 1980 par Tracey Ullman).